# Belodontichthys
Belodontichthys är ett släkte av fiskar. Belodontichthys ingår i familjen malfiskar.
Kladogram enligt Catalogue of Life:
| Belodontichthys | \| \| Belodontichthys dinema \| \| \| \| \| \| Belodontichthys truncatus \| \| \| \| |
|                 | \| \| Belodontichthys dinema \| \| \| \| \| \| Belodontichthys truncatus \| \| \| \| |
|                 | Ceratoglanis                                                                         |
|                 |                                                                                      |
|                 | Hemisilurus                                                                          |
|                 |                                                                                      |
|                 | Kryptopterus                                                                         |
|                 |                                                                                      |
|                 | Micronema                                                                            |
|                 |                                                                                      |
|                 | Ompok                                                                                |
|                 |                                                                                      |
|                 | Phalacronotus                                                                        |
|                 |                                                                                      |
|                 | Pinniwallago                                                                         |
|                 |                                                                                      |
|                 | Pterocryptis                                                                         |
|                 |                                                                                      |
|                 | Silurichthys                                                                         |
|                 |                                                                                      |
|                 | Silurus                                                                              |
|                 |                                                                                      |
|                 | Wallago                                                                              |
|                 |                                                                                      |
|                 | Belodontichthys dinema                                                               |
|                 |                                                                                      |
|                 | Belodontichthys truncatus                                                            |
|                 |                                                                                      |

|  | Belodontichthys dinema    |
|  |                           |
|  | Belodontichthys truncatus |
|  |                           |